# Isla del Embudo
La isla del Embudo, también llamada isla Embudo, es una isla argentina ubicada al sur de Punta Alta en la Provincia de Buenos Aires. La isla tiene un largo aproximado de 9 kilómetros en sentido este-oeste, y un ancho máximo de 5 kilómetros. Limita al norte con el canal Principal, estando a 5 kilómetros de Puerto Belgrano, al sureste se halla la isla Bermejo. 
Al igual que las islas Bermejo, Wood, Trinidad, Ariadna forma parte de la Reserva Provincial de Uso Múltiple Bahía Blanca, Verde y Falsa. La isla también es utilizada para recreación y la pesca deportiva y sus costas son frecuentadas por delfines.
Por el decreto provincial 449/99 el municipio del partido de Coronel Rosales ejerce la tenencia y administración de las islas Del Embudo, Bermejo y Trinidad, tres de las islas de la ría de Bahía Blanca, que suman alrededor de 400 km². Sin embargo de eso, esas islas no pertenecen legalmente al partido de Coronel Rosales, sino que forman parte del partido de Villarino.
En el extremo norte de la isla existe una baliza de la Armada Argentina denominada Baliza Isla del Embudo.